# Charles-Émile Trudeau
Charles-Émile Trudeau (* 5. Juli 1887 in Saint-Michel (Québec); † 10. April 1935 in Orlando (Florida)) war ein kanadischer Unternehmer.
Trudeau war ein erfolgreicher Geschäftsmann, der ein Millionenvermögen erwarb. Er war u. a. Vizepräsident und Mehrheitseigner (Principal Owner) des Montreal Royals Baseball Club sowie Unternehmer in der Mineralölindustrie.
Er eröffnete eine Kette von Tankstellen rund um Quebec und Montreal, die er mit Profit an Imperial Oil verkaufte. 
Zudem investierte er in Immobilien. In einem Nachruf der Montreal Gazette wurde er als außergewöhnlicher Geschäftsmann bezeichnet.
Sein Sohn war der spätere kanadische Premierminister Pierre Trudeau, sein Enkel ist der ehemalige kanadische Premierminister Justin Trudeau.